# Église Saint-Léger de Montfermy
Pour les articles homonymes, voir Église Saint-Léger.
L'église Saint-Léger est une église catholique située à Montfermy, en France.

## Localisation
L'église est située dans le département français du Puy-de-Dôme, sur la commune de Montfermy.

## Historique
L'édifice est classé au titre des monuments historiques en 1908. Construite au XIIe siècle pour remplacer un oratoire qui suivant une légende aurait été créé par  saint Brachion. Elle a subi des remaniements au cours du temps. Elle comporte des fresques datant probablement du début du XIVe siècle mises au jour lors de restaurations au début des années 1980. Une des fresques représente la (re)construction d'une église romane ; l'ensemble relate probablement un séisme qui aurait ravagé le château et l'église d'alors.